# Parque Nacional de Kubah
O Parque Nacional de Kubah (em malaio:  Taman Negara Kubah) é um parque nacional na Divisão de Kuching, Sarawak, na Malásia.